# Große Olympiaschanze
Il Große Olympiaschanze (letteralmente, in italiano, "Grande trampolino olimpico") è un trampolino situato a Garmisch-Partenkirchen.

## Storia
Inaugurato nel 1921, faceva parte del complesso dell'Olympia-Skistadion, che ospitò le cerimonie di apertura e di chiusura dei IV Giochi olimpici invernali. Il trampolino fu la sede delle gare di salto con gli sci e di combinata nordica.
L'impianto è stato ristrutturato due volte, nel 1978 e nel 2007. L'ultima ristrutturazione si è resa necessaria in seguito all'inasprirsi degli standard richiesti dalla Federazione Internazionale Sci.
Ogni anno, il 1º gennaio si tiene una delle quattro tappe del Torneo dei quattro trampolini.

## Caratteristiche
Il record del trampolino è 145 metri, stabilito da Michael Hayböck il 1º gennaio 2025 da stanga 25, mentre il 1º gennaio 2020, Marius Lindvik eguaglia il record del trampolino sempre a 143,5 metri ma da stanga 13.